# HE 0437-5439
HE 0437-5439 — массивная сверхскоростная звезда, наблюдаемая в созвездии Золотая Рыба. Является одной из самых быстрых звёзд, известных астрономам, двигаясь со скоростью 723 километра в секунду. Удаляется по направлению от центра нашей Галактики и сейчас находится на расстоянии около 200 000 световых лет от него в межгалактическом пространстве. Впервые зарегистрирована в 2005 году с помощью 8,2-метровых оптических установок «Очень большого телескопа».

## Происхождение звезды
Группа астрономов под руководством Уоррена Брауна из Гарвард-Смитсоновского центра астрофизики (США) рассчитала смещение звезды за 3,5 года наблюдений с помощью камеры ACS космического телескопа Хаббл и восстановила возможный сценарий возникновения необычного астрономического объекта. По мнению учёных, тройная звёздная система испытала близкое прохождение мимо находящейся в центре Галактики сверхмассивной чёрной дыры Стрелец A*. В результате одна из звёзд была поглощена чёрной дырой, а оставшаяся парная система получила колоссальный импульс. Скорость пары превысила скорость убегания из центра Галактики. Впоследствии пара слилась и образовала одиночную звезду спектрального класса B, которая принадлежит к главной последовательности, однако её определённый по спектру максимальный возраст (20 млн лет) значительно меньше времени, необходимого для пролёта от ядра Галактики до современного местоположения звезды (100 млн лет); это позволяет отнести её к категории голубых отставших звёзд, чья эволюция в прошлом была аномальна. Подобный выброс звёзд из центра Галактики происходит достаточно редко: на каждые 100 миллионов светил Млечного Пути приходится всего одна сверхскоростная.

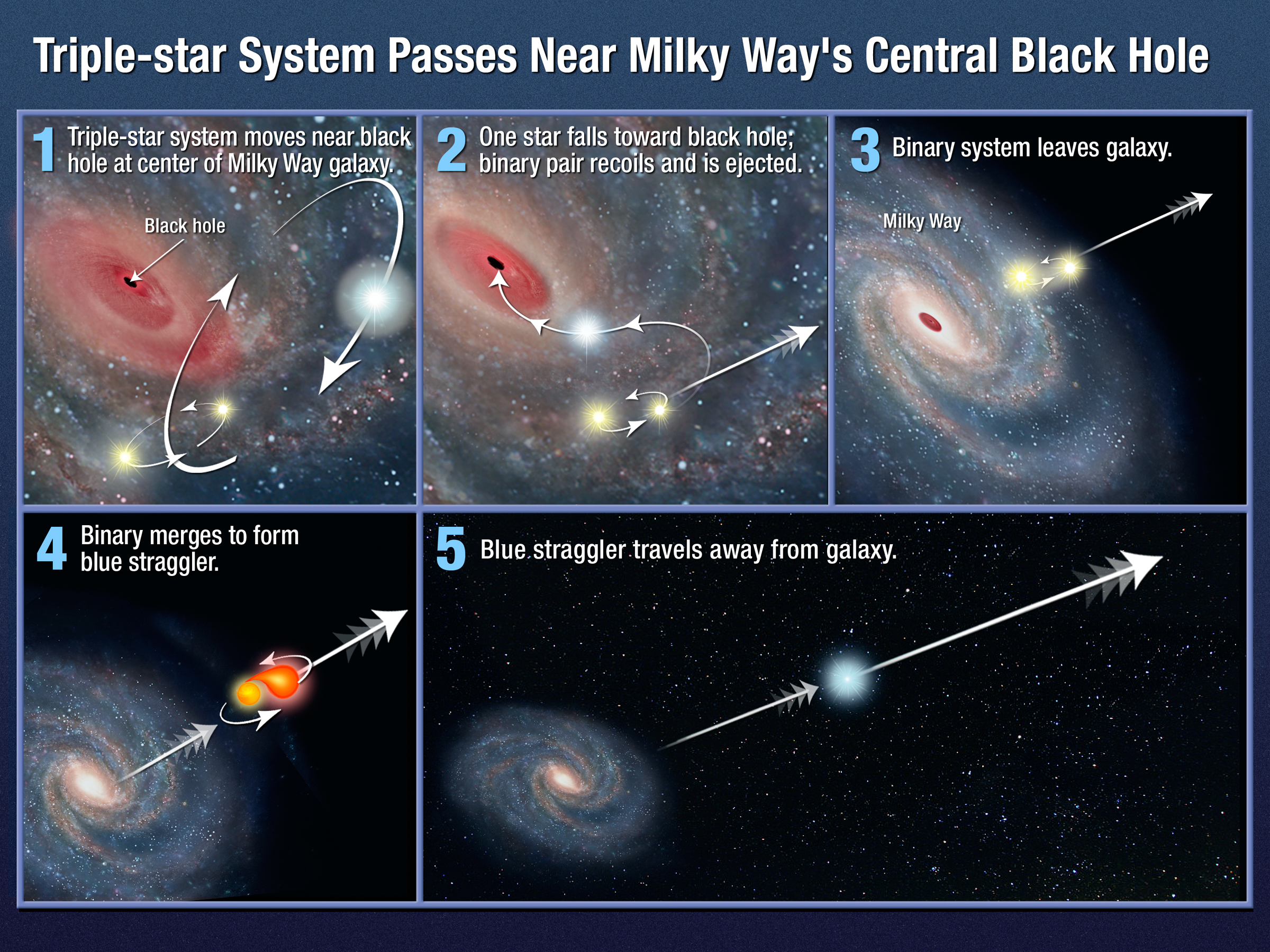
Иллюстрация предполагаемого механизма выстреливания звезды:
1) Тройная звёздная система проходит мимо сверхмассивной чёрной дыры в центре Млечного Пути.
2) Одиночная звезда попадает в чёрную дыру, парная звезда отскакивает и отбрасывется дальше.
3) Двойная звёздная система удаляется прочь от галактики.
4) Обе звезды сливаются и образуют голубой гигант.
5) Голубой гигант покидает галактику